# Epiactis prolifera
Epiactis prolifera är en havsanemonart som beskrevs av Addison Emery Verrill 1869. Epiactis prolifera ingår i släktet Epiactis och familjen Actiniidae. Inga underarter finns listade i Catalogue of Life.

## Bildgalleri

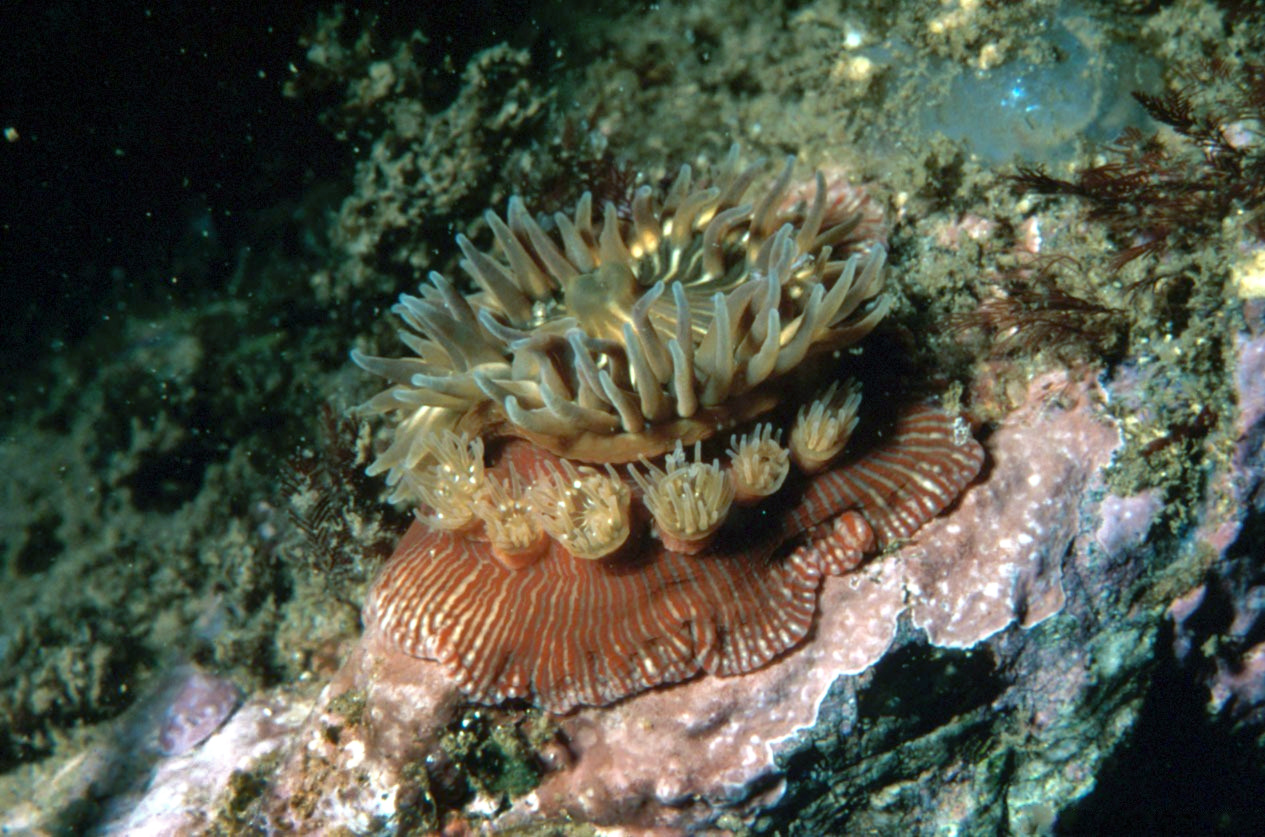
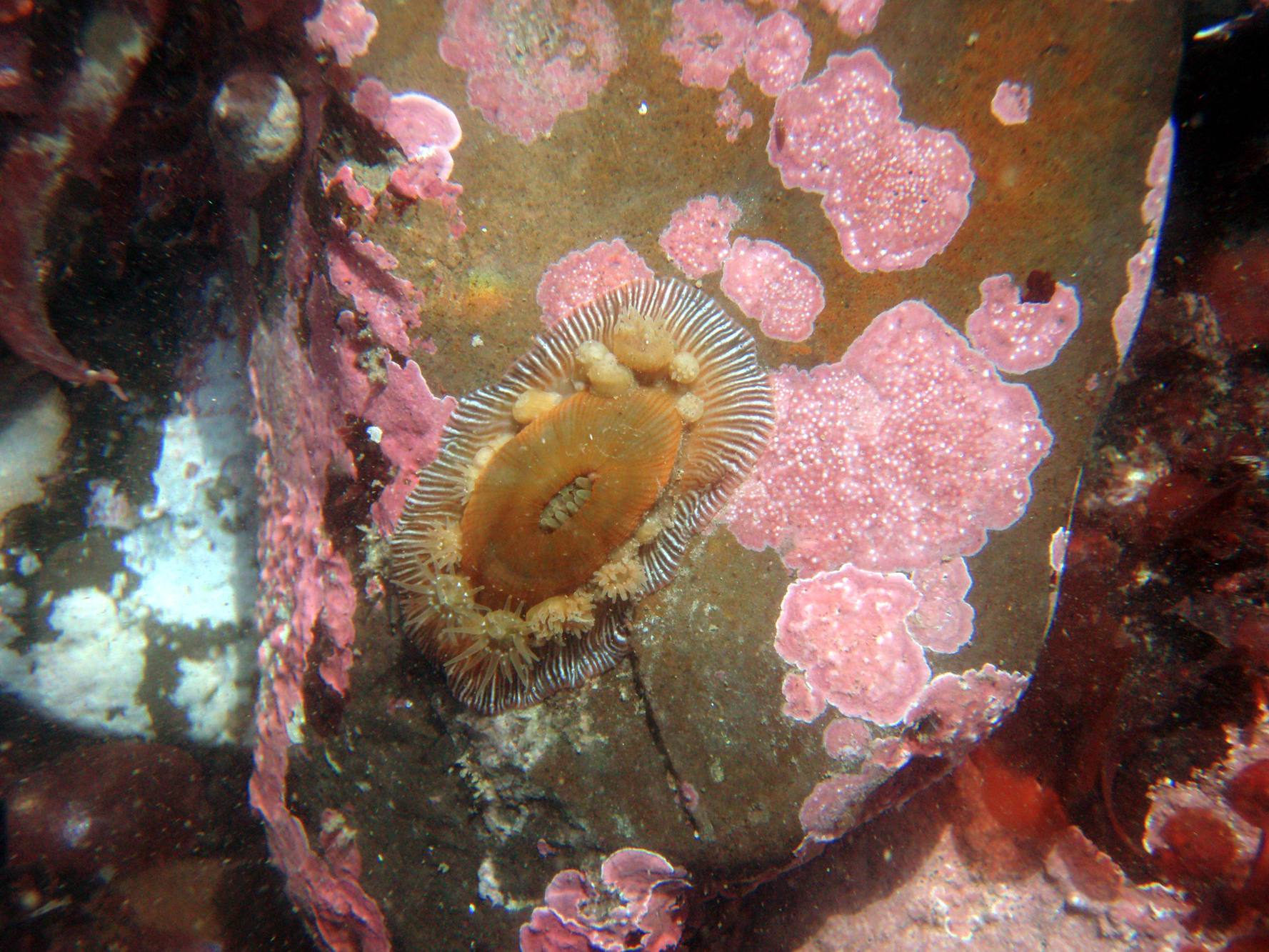
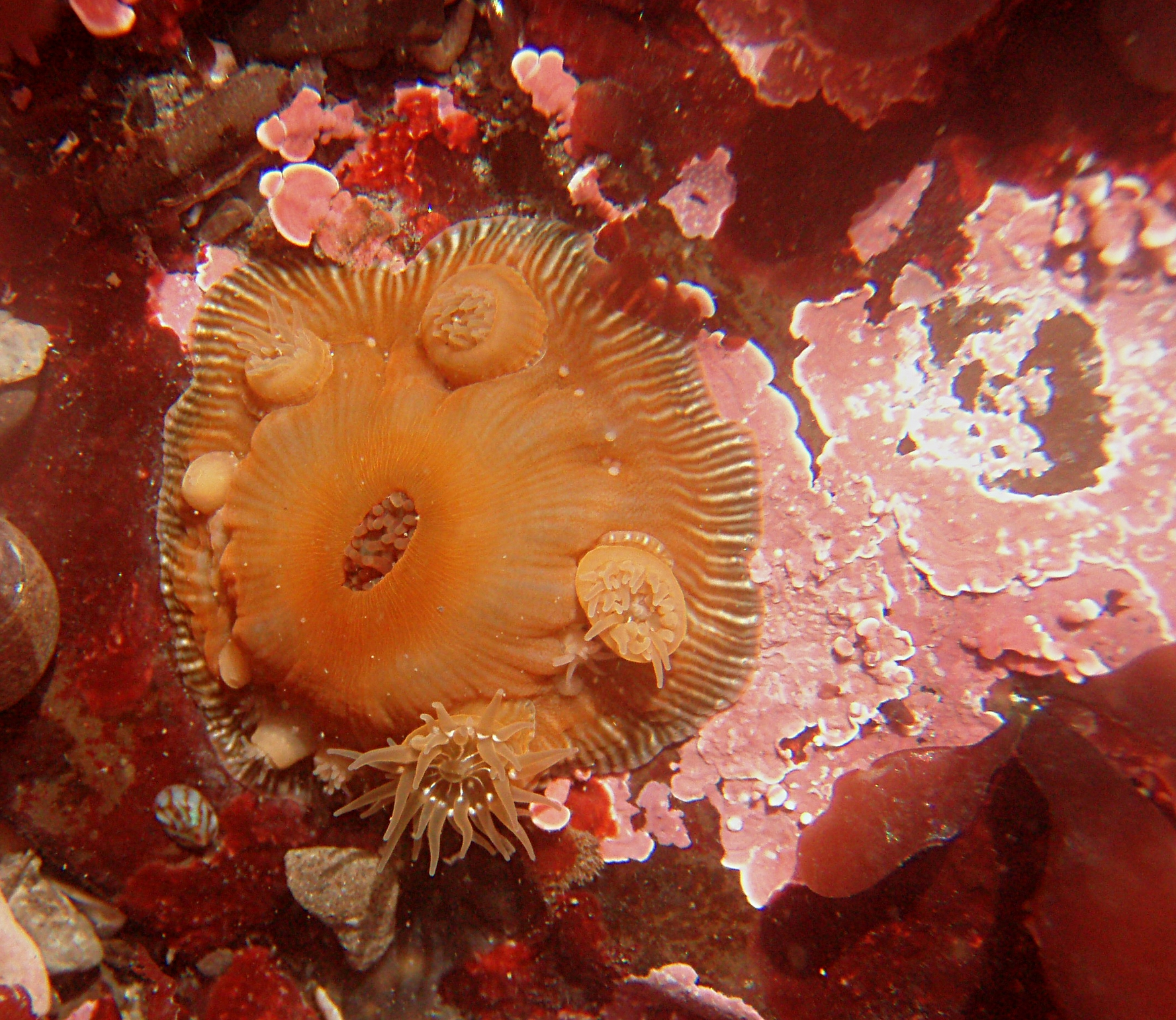